# Sør-Rondane
Sør-Rondane (ang. Sør Rondane Mountains ) – obszar górski między Górami Królowej Fabioli a Wohlthat Mountains na Ziemi Królowej Maud w Antarktydzie Wschodniej.
W pobliżu Sør Rondane znajdują się japońska stacja badawcza Asuka oraz belgijska stacja Princesse-Élisabeth.

## Nazwa
Nazwa gór upamiętnia masyw górski Rondane w południowej Norwegii . Sør w nazwie Sør-Rondane oznacza „południowy” 

## Geografia
Sør-Rondane leży między Górami Królowej Fabioli a Wohlthat Mountains na Ziemi Królowej Maud w Antarktydzie Wschodniej . Rozciąga się wzdłuż wybrzeża  na przestrzeni ok. 160 km . Wysokość głównych szczytów przekracza 3400 m n.p.m. , niektóre dochodzą do 4000 m n.p.m. 
Dominują tu skały metamorficzne takie jak gnejsy, amfibolity, zieleńce i różne migmatyty . 
W górach obserwowane są petrele śnieżne, widziano tu także wydrzyki antarktyczne . W zachodniej części gór odnotowano występowanie pod śniegiem porostów .   

## Historia
Góry zostały odkryte i sfotografowane z powietrza 6 lutego 1937 roku przez członków ekspedycji antarktycznej zorganizowanej przez przedsiębiorcę Larsa Christensena (1884–1965) . W 1957 roku zostały szczegółowo zmapowane przez norweskich kartografów na podstawie zdjęć lotniczych w ramach Operacji Highjump w latach 1946–1947 . 
Pierwsze badania geologiczne przeprowadził tu w 1958 roku Edgard E. Picciotto a kolejne w roku 1959 i 1960 Tony Van Autenboer .
W 1984/1985 roku u stóp Sør-Rondane Japonia założyła stację badawczą Asuka. W 2009 roku w pobliżu Sør Rondane Belgia otworzyła stację badawczą Princesse-Élisabeth  .
Od początku lat 90. XX w. w góry Sør-Rondane organizowane są wyprawy wspinaczkowe.   